# Sonata F.A.E.
La Sonata F.A.E. (F.A.E.-Sonate) è una sonata per violino e pianoforte composta tra il 15 e il 28 ottobre 1853 da Robert Schumann, Albert Dietrich e Johannes Brahms. La sonata è stata scritta per il violinista, e amico dei tre compositori, Joseph Joachim.
Schumann in un suo scritto parla di FAE Sonatenüberraschung ("sorpresa della Sonata FAE"), mentre Dietrich nelle sue memorie su Brahms scrive: "In un'occasione ci si aspettava la visita di Joachim. E Schumann, in un momento d'allegria, ci suggerì che avremmo dovuto comporre insieme una sonata per violino e pianoforte. Joachim avrebbe dovuto poi indovinare il compositore di ciascun movimento".
Non si sa molto sulla genesi della sonata. Tutto quello che è noto lo si apprende da ciò che Schumann scrive nel suo Haushaltbuch sui movimenti II e IV che egli ha composto:
- 22 ottobre 1853: Intermezzo f.d. Joachim=Sonate [II. Satz] (Intermezzo per la Sonata per Joachim)
- 23 ottobre 1853: Finale z. d. Sonate fertig [IV. Satz] (Finale per la Sonata completata)

Non vengono fornite altre informazioni sui movimenti I e III composti da Dietrich e Brahms.
Sul frontespizio della Sonata si legge: "F.A.E. / In Erwartung der Ankunft des / verehrten und geliebten Freundes / Joseph Joachim / schrieben diese Sonate / Robert Schumann, Albert Dietrich / und / Johannes Brahms", e i nomi sono scritti a mano dagli stessi compositori a mo' di firma.
Dato che Joachim doveva indovinare i nomi dei tre compositori gli venne fornita solo una copia dello spartito e non, per ovvi motivi, i manoscritti originali dei movimenti. Questa copia è andata perduta, ma un violinista, Heinrich Düsterbehn, sosteneva di averla posseduta almeno fino al 1936.
La sequenza di note F (Fa), A (La) e E (Mi), che richiama la sigla del titolo, usata in maniera esplicita da Schumann e Dietrich, e indirettamente da Brahms, costituisce il fondamento tematico dell'opera. Nelle sue memorie Dietrich scrive: "Mi era stato assegnato il primo movimento, Schumann aveva composto l'Intermezzo e il Finale, e lo Scherzo di Brahms traeva spunto da un motivo del mio primo movimento".
La sigla "F.A.E." viene ancora oggi interpretata come l'acronimo della frase Frei aber Einsam (Libero ma solo). Tuttavia non si può escludere che "F.A.E." fosse originariamente l'acronimo di qualche altra frase o motto.
Non si conosce la data esatta della prima esecuzione della sonata. Ma dagli scritti di Schumann si evince che potrebbe essere stata eseguita da Clara Schumann e da Joachim il 28 ottobre 1853.
Dopo la morte di Schumann la sonata fu dimenticata. La Sonata F.A.E. rappresentò per Robert Schumann la base su cui costruì la sua terza sonata per violino e pianoforte (pubblicata da Schott a Londra nel 1956, in occasione del primo centenario della morte del musicista), i cui Intermezzo e il Finale sono ripresi proprio dalla F.A.E.

## Editoria musicale
- Schumann, Sonaten für Violine und Klavier / Band 2, Wiener Urtext Edition, Vienna, 2007, ISMN M-50057-258-9, ISBN 3-85055-599-2 (contiene la Sonata F.A.E. e la terza Sonata)